# Thalasseus albididorsalis
Thalasseus albididorsalis (лат.) — вид морских птиц из семейства чайковых (Laridae). До 2020 года рассматривался как подвид Thalasseus maximus.

## Описание
Thalasseus albididorsalis — одна из самых крупных хохлатых крачек, при средней массе тела 367 г, размах крыльев варьирует от 125 до 135 см. В брачном оперении верхняя часть тела и крыльев бледно-серые, а нижняя сторона — белая. Верхняя часть головы чёрного цвета с косматым гребнем на затылке. Кончики первостепенных маховых перьев чёрные. Ноги чёрные. Длинный клюв оранжевого цвета. В зимнем оперении чёрный цвет сохраняется только на гребне. У молодых особей нижняя сторона тела белая, а верхняя с прожилками и пятнами. Клюв короче и бледно-жёлтого цвета. Ноги могут быть зелёными, жёлтыми или розовыми.

## Распространение и биология
Thalasseus albididorsalis размножается только на нескольких островах у побережья Африки между Мавританией и Сенегамбией, хотя предполагается, что она также размножается вплоть до Нигерии. Вне периода размножения встречается вдоль побережья от Марокко до Намибии.
Питается в прибрежных мелководных участках моря, ныряя в воду с лёта, не зависая над водой перед погружением. Питается преимущественно рыбой и, в меньшей степени, креветками. В состав рациона входят мелкие рыбы, представители следующих семейств: сельдевые, кефалевые, помадазиевые, ставридовые, эфипповые.